# スカイインテック
株式会社スカイインテックは、富山県富山市に本社を置く日本の不動産会社、総合ビル管理事業者、広告代理店。インテックの子会社。富山駅北側に位置するタワー111の所有者でもある。
1975年（昭和50年）1月10日に株式会社インテックアメニティとして設立。2013年（平成25年）1月1日にインテックアメニティを存続会社として、グループ会社である（旧）スカイインテックを吸収合併し、現在の社名に変更した。

## 概要
- 社名：株式会社スカイインテック
- 本社所在地：富山市牛島新町5番5号 タワー111
- 設立：1975年（昭和50年）1月10日
- 資本金：1億円
- 代表者：代表取締役社長 高瀬 幸忠

## 本社・事業所所在地
- 本社・トリプルワン支社：富山県富山市牛島新町5番5号 タワー111
- 富山支社・広告事業部：富山県富山市下新町5番24号 インテック富山第4ビル
- 富山支社（高岡）：富山県高岡市京田626番地1 インテック万葉スクエア
- 首都圏支社：神奈川県横浜市神奈川区新浦島町一丁目1番25号 インテック横浜ビル
- 首都圏支社（東京）・広告事業部（東京）：東京都江東区新砂一丁目3番3号 インテック東京ビル
- 大阪支社：大阪府大阪市北区豊崎五丁目4番19号 インテック大阪ビル

## 事業・サービス
- 総合ビルサービス
- 不動産の売買・賃貸及びその仲介
- 建築工事
- 一般貨物自動車運送サービス
- 貨物運送取扱サービス
- 駐車場の賃貸・運営
- 損害保険代理
- 生命保険募集
- 植栽サービス
- 介護保険サービス
- 引越サービス
- 労働者派遣事業
- 広告の企画・制作
- Web・デジタル関連サービス
- イベント企画・運営
- 印刷物デザイン・制作
- ブランドコンサルティング、会社マーク・ロゴ制作
- 各種調査・リサーチ
- その他商品販売サービス